# Marathyssa
Marathyssa é um gênero de traça pertencente à família Arctiidae.